# Seuls les vieux vont au combat
Pour plus de détails, voir Fiche technique et Distribution.
Seuls les vieux vont au combat (В бой идут одни «старики», V boy idut odni «stariki») est un film soviétique réalisé par Leonid Bykov, sorti en 1974.

## Synopsis
Pendant la Seconde Guerre mondiale, un pilote vétéran prend en charge des nouvelles recrues.

## Fiche technique
- Titre : Seuls les vieux vont au combat
- Titre original : В бой идут одни «старики» (V boy idut odni «stariki»)
- Réalisation : Leonid Bykov
- Scénario : Leonid Bykov, Yevgeni Onopriyenko et Aleksandr Satsky
- Musique : Viktor Shevchenko
- Photographie : Vladimir Voytenko
- Montage : Mariya Zorova
- Société de production : Dovzhenko Film Studios
- Pays :  Union soviétique
- Genre : Comédie dramatique et guerre
- Durée : 92 minutes
- Dates de sortie : 
  -  Union soviétique : 12 août 1974

## Distribution
- Leonid Bykov : Aleksey Titarenko
- Sergey Podgornyy : Viktor « Smuglyanka » Shchedronov
- Sergueï Ivanov : le lieutenant « Kuznechik » Aleksandrov
- Rustam Sagdullaev : le lieutenant « Romeo » Sagdullayev
- Evgeniya Simonova : Masha Popova
- Olga Mateshko : Zoya
- Vladimir Talashko : Sergey Skvortzov
- Viktor Miroshnichenko : le maire Ivan « Kompolka » Yermakov
- Alexeï Smirnov : Makarych
- Alim Fedorinsky : Alyabyev
- Vano Yantbelidze : Vano Kobakhidze
- Aleksandr Nemchenko : Ivan Fedorovich
- Viloriy Pashchenko : Vorobyev
- Boris Boldyrevskiy : le mécanicien Sagdullayeva
- Ivan Bondar : Kashevar
- Vladimir Brodskiy : Kolosov
- Valentin Makarov : Nachstaba
- Leonid Marchenko : Petya Savchuk